# Johann Christoph Blumhardt
Pour les articles homonymes, voir Blumhardt.
Johann Christoph Blumhardt, en français Jean-Christophe Blumhardt, né le 16 juillet 1805 à Stuttgart et mort le 25 février 1880 à Bad Boll, est un pasteur luthérien wurtembergeois.
Il est le père de Christoph Friedrich Blumhardt.

## Biographie

### Origines et études
Johann Christoph Blumhardt naît dans une famille protestante humble et croyante. Il est le deuxième enfant de Johann Georg Blumhardt, boulanger, et de Johanna Luise Deckinger. Son père éduque les enfants dans l'amour du Christ. Une jour, il leur dit : « Mes enfants, je préfèrerais vous laisser couper la tête que de renier Jésus ». Enfant, Blumhardt aime la Bible, et il raconte à ses frères et sœurs des récits bibliques en y mettant beaucoup d'enthousiasme. À onze ans, il a lu la Bible entière deux fois. Il aime le chant et la musique, et apprend à lire les notes en regardant de près la partition du chef de chœur de l'église. Il réussit à obtenir une des 30 bourses disponibles pour les étudiants pauvres qui souhaitent étudier la théologie.
Blumhardt effectue quatre ans d'études secondaires à Schœnthal pour se préparer à l'université. Ses condisciples en ont laissé ce portrait : « Un personnage équilibré, qui étudiait avec diligence, sans toutefois se distinguer, moralement pur et toujours très modeste ».
En 1822, alors qu’il a 17 ans, son père meurt subitement. À partir de ce moment-là, Blumhardt doit subvenir aux besoins de sa mère et de ses frères et sœurs. Il vit dans une pauvreté extrême, économisant pour pouvoir envoyer de l’argent à sa famille. À l’automne 1824, il entre à l’université de Tübingen, pour y étudier la philosophie, la théologie, l’histoire, la physique, l’astronomie et la musique. Il assiste même à certains cours de médecine. Pour gagner de l’argent pour sa famille, il traduit des textes anglais en allemand pour un éditeur.

### Début de sa carrière
Il devient l’assistant pasteur d’un de ses anciens professeurs qui a récemment quitté Schœnthal pour une plus grande paroisse. Blumhardt, grâce à son caractère naturel et modeste, gagne le cœur des paroissiens. Plus tard, il obtient un poste d’enseignant à l’Institut de la Mission à Bâle, où son oncle travaille. Il enseigne l’hébreu, ainsi que plusieurs autres matières, comme la physique, la chimie et les mathématiques.
En tant que vacataire, il enseigne un cours de religion pour filles. L’une de ces filles, Doris Köllner, est profondément impressionnée par lui. Elle parle bien l’allemand, est très attentive et a une véritable compréhension de la Bible. Une ou deux fois, pendant des « excursions » pour trouver des minéraux, il s’arrête devant sa maison. Le 16 décembre 1836, Blumhardt demande au père de Doris la permission de l’épouser. Cette permission est accordée, et ils se fiancent.

### Déplacement vers Iptingen
Bientôt il est nommé pasteur assistant à Iptingen, une paroisse de 790 âmes, négligée, sans communication entre la paroisse et le presbytère. La discorde règne entre les paroissiens, et les jeunes y sont turbulents. Le recteur est un homme faible – très conservateur et orthodoxe – qui s’isole des paroissiens. Quand Blumhardt arrive, donc, personne ne veut lui rendre visite ni lui parler. Iptingen est un centre de séparatistes. Zündel les décrit comme solides, honnêtes et capables, mais rigides et sévères. Ces hommes et ces femmes regardent l’Église protestante avec méfiance : ils ont rompu avec elle au point de considérer comme un péché d’entrer dans une église. Bien qu’au début très isolé, lentement, Blumhardt gagne les cœurs de la congrégation, et même des séparatistes. Bientôt, son église est bondée de gens venant des six villages voisins. Même le vieux curé devient plus convivial.
Blumhardt et Doris souhaitent un presbytère à eux, afin de pouvoir se marier. À cette époque, les pasteurs Wurtemberg sont nommés par le Roi. Étant nouveau pasteur, Blumhardt doit attendre plus d’un an, mais le 3 juillet 1838, il reçoit un avis de nomination à Möttlingen.

### Arrivée à Möttlingen
Le 31 juillet 1838, Blumhardt déménage à Möttlingen, et le 4 septembre 1838, lui et Doris sont mariés. La situation à Möttlingen est difficile, la congrégation étant engourdie et antagonique. Malgré ces difficultés, Blumhardt commence à tracer son chemin.
De 1838 à 1843, les épidémies récurrentes de dysenterie et de typhus ont augmenté les devoirs pastoraux de Blumhardt. Sa femme met en place une soupe populaire dans le presbytère pour  nourrir les malades.
Blumhardt est nommé directeur d’un des secteurs scolaires, y enseignant la grammaire allemande et donnant des cours sur la vie de l’apôtre Paul. Plus tard, il travaille côte-à-côte avec l'ancien pasteur de Möttlingen, Barth, et édite un journal sur la mission.

### Gottliebin Dittus et la lutte
Au printemps de 1840, cinq orphelins de la famille Dittus habitent dans une maison aux abords de Möttlingen. Une de ces enfants, la jeune Gottliebin, a des crises étranges qui, peu à peu, suscitent l’alarme du village tout entier, jusqu’à ce que, finalement, Blumhardt soit contraint de l’aider. Il comprend que ce n’est pas une maladie ordinaire, et qu’il faut l'exorciser. Blumhardt lutte pendant presque deux ans, jusqu’à aboutir à la guérison totale de Gottlieben. Grâce à cette lutte et cette victoire, Blumhardt prend conscience du pouvoir que la magie et la sorcellerie peuvent avoir sur les gens. Le 28 décembre 1843, la victoire finale est remportée, et il crie : «Jésus est vainqueur ! ».
Après l’exorcisme, la santé de Gottliebin est rétablie. Elle travaille comme enseignante auprès des jeunes enfants. En 1846, elle emménage chez les  Blumhardt, comme membre de la famille, et est d’une grande aide à Doris qui souffre d’un pied boiteux. Plus tard, elle s’installe à Bad Boll avec les Blumhardt, où elle vit jusqu’à sa mort en 1872. En 1855, Gottliebin et Theodor Broderson se marièrent.

### Après l'exorcisme
Quand la lutte contre les démons se termine, le 28 décembre 1843, Blumhardt gagne la confiance des villageois qui, viennent en masse pour confesser leurs péchés.
Le Jour de l’An 1844, un homme de mauvaise réputation vient chez Blumhardt pour se confesser. Quand il a finalement partagé tout ce qui pesait sur sa conscience, il part témoigner à ses amis. D’un coup, Blumhardt commence à recevoir des lettres confessant des péchés, et toute une foule de paroissiens  demandent le pardon et l’absolution des péchés.
Le mouvement se répand. En quelques semaines, le nombre de personnes qui viennent voir Blumhardt dépasse la centaine. Blumhardt espère qu'une plus grande effusion de l’Esprit Saint est donnée. Les gens arrivent de partout, même pour simplement l’entendre ou s'entretenir avec lui.

### Déplacement vers Bad Boll et fin
Au cours de l’été 1852 Blumhardt s’installe à Bad Boll, où il a plus de liberté pour poursuivre son travail, sans intervention de l’Église  — ou opposition de différents personnes et groupes.
Johann Christoph Blumhardt meurt le 26 février 1880.

## Œuvres
- Johann Christoph Blumhardt, Friedrich Baun, Que ton règne vienne, Robertsbridge, Plough Publishing House, 2015, [lire en ligne]
- Johann Christoph Blumhardt, Friedrich Baun, Au secours de l’enfance : Vers une éducation chrétienne, Robertsbridge, Plough Publishing House, 2012, [lire en ligne]
- Johann Christoph Blumhardt, Combat contre les démons à Mottlingen, Montpellier, Parole et vie, 1989  (ISBN 2-9503150-4-6) [lire en ligne]
- Johann Christoph Blumhardt, Christoph Friedrich Blumhardt, Pierre Scherding, Christophe Blumhardt et son père (Jean Christophe Blumhardt) : Essai sur un mouvement de réalisme chrétien, Paris, 1937
- Johann Christoph Blumhardt, Le Notre père ou la Prière du royaume, Compiègne, Impr. de Compiègne, 1928
- Johann Christoph Blumhardt, L'Écharde Dans La Chair : Méditation Familière Sur 2 Cor., XII, 7-9, Toulouse, Société Des Livres Religieux, 1865
- Johann Christoph Blumhardt, Histoire des missions évangéliques d'après le Manuel historique et géographique des missions de la Société de Calw., Lausanne, G. Bridel, 1850
- Johann Christoph Blumhardt, Vie de D. Zeisbergen, missionnaire de l'Église des Frères de Moravie, Société pour traditions d'ouvrages chrétiens allemands, Neuchatel, 1844